# Реосигурање
Реосигурање представља посебну врсту осигурања која се остварује тако што осигуравајуће друштво преноси на реосигуравајуће друштво део ризика који је претходно преузео у осигурање и за узврат плаћа реосигуравајућем друштву премију реосигурања - директно реосигурање.
Реосигуравајуће друштво може део ризика да преузме од осигуравајућег и даље пренети на друго реосигуравајуће друштво - овај чин се назива ретроцесија, други реосиграч може део ризика пренети на трећег итд. На тај начин спроводи се потребна хомогенизација и дисперзија ризика која омогућава стабилно функционисање целог система и за случај настанка катастрофалних штета. Портфељ реосигуравајућег друштва формира се тако да свако од мноштва осигуравајућих предаје у реосигурање по неколико сличних ризика. Тако се створи критична маса ризика да се може остварити равнотежа премије и штета. 
Према начину расподјеле ризика постоје ови облици реосигуравајуће заштите: 
- квотно реосигурање ;
- свотно-ексцедентно реосигурање;
- реосигурање вишка штета и
- реосигурање техничких резултата.